# برسي سويني
برسي سويني (بالإنجليزية: Pierce Sweeney)‏ (11 سبتمبر 1994 بدبلن في جمهورية أيرلندا - ) هو لاعب كرة قدم أيرلندي في مركز الدفاع. لعب مع نادي ريدنغ.

## وصلات خارجية
- برسي سويني على موقع قاعدة بيانات كرة القدم.إي يو (الإنجليزية)
- برسي سويني على موقع Soccerbase.com (لاعب) (الإنجليزية)
- برسي سويني على موقع Soccerway.com (الإنجليزية)